# Rondibilis szetschuanica
Rondibilis szetschuanica là một loài bọ cánh cứng trong họ Cerambycidae.